# 吃馬鈴薯的人
《吃馬鈴薯的人》（荷蘭語：De Aardappeleters），又译食薯者，是荷兰后印象派画家文森特·梵高创作于1885年的一幅油画。该画现藏于阿姆斯特丹的梵高博物馆，這幅畫的原始油畫素描現藏於奧特洛的克勒勒-米勒博物館，圖像的石版畫收藏在紐約市的現代藝術博物館等收藏品中。這幅畫被認為是梵高的傑作之一。

## 創作

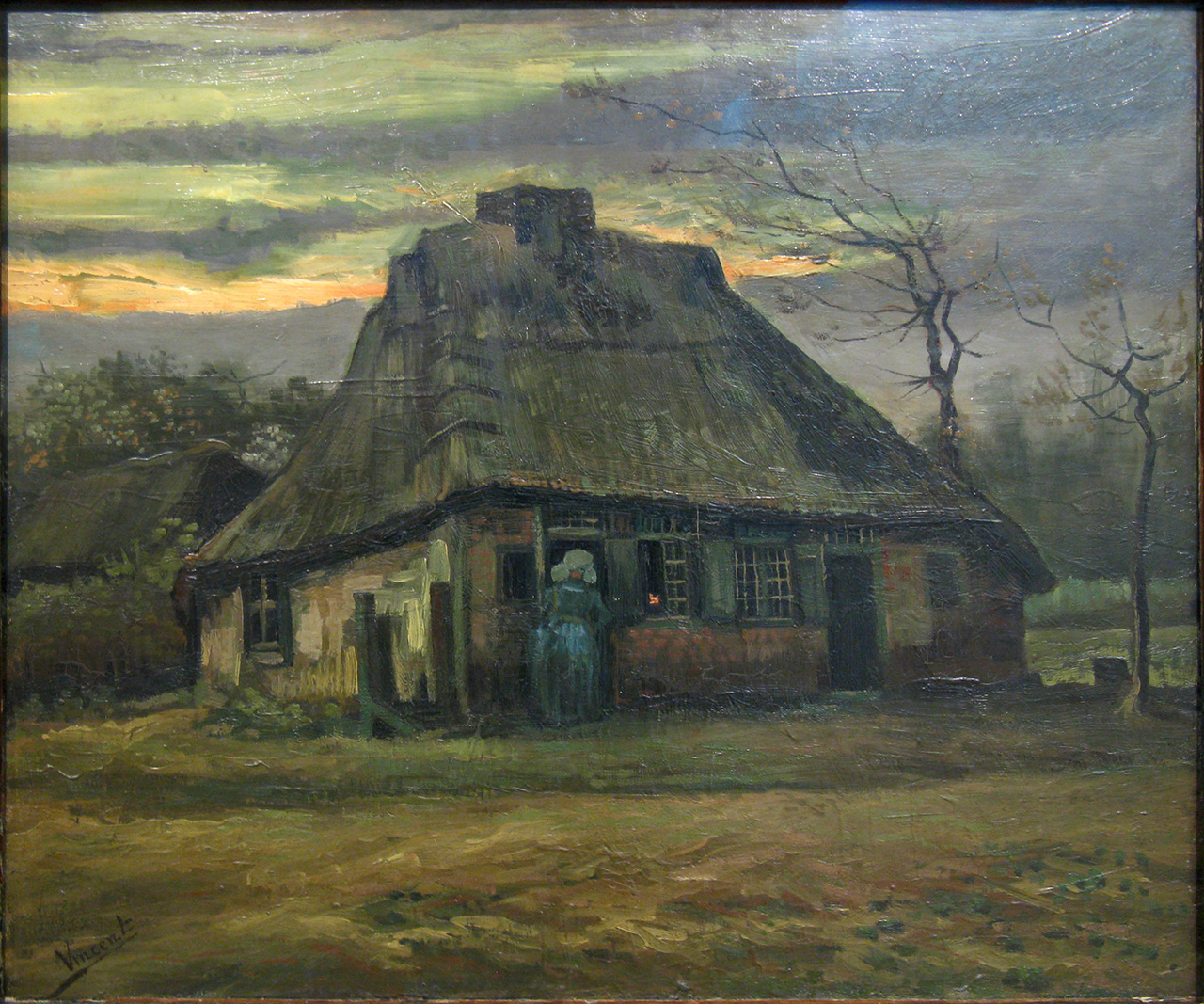
《小屋》、 1885年，現由梵高博物馆收藏(F83)，小屋是兩個家庭所居住的一棟建築家，其中一個家庭是《吃馬鈴薯的人》中農夫農婦的描繪模特。

《吃馬鈴薯的人》是1885年4月在荷蘭北布拉班特省市镇尼嫩、海尔文和下韦滕的尼嫩鎮居住时的作品，在1885年3月和4月初，梵谷為了繪製《吃馬鈴薯的人》作了素描研究，並與他的兄弟西奧保持聯絡，後者對他目前的作品和梵谷在巴黎寄給他的素描印象不深。梵谷從4 月13日到5月初一直在畫這幅畫，當時大部分畫作的細節都完成了，除了同年晚些時候他使用小刷子對作品做了一些小改動。
梵谷講藉由該畫想描繪農民的真實面目。他刻意選擇粗獷醜陋的模特，認為它們在他完成的作品中會很自然，不會受到任何破壞。
兩年後，梵谷在巴黎寫信給他的妹妹薇兒，他仍然認為《吃馬鈴薯的人》是他最成功的畫作：「我對自己的作品的看法是，我在紐南畫的農民吃馬鈴薯的畫畢竟還是最好的。」然而，這幅畫在畫完後不久就遭到了他的朋友安東·範·拉帕德的批評。這對梵谷想成為新興藝術家的信心是一個打擊，他回信給他的朋友，「你......沒有權利像那樣譴責我的作品」（1885 年 7 月），後來則回信「我總是做我還不能做的事情，以便學習如何去做。」 （1885年8月）。
眾所周知，梵谷曾欽佩比利時畫家查爾斯·德格魯，尤其是他的作品《晚餐前的祝福》。德格魯的作品莊嚴描繪了一個農民家庭在晚飯前說著恩典的場景。這幅畫與基督教對最後的晚餐的描繪密切相關。梵谷的《吃馬鈴薯的人》受到德格魯的啟發，同樣在梵谷的其他作品中也可以找到類似的宗教內涵。

## 畫作描述
在这幅画裡，梵高用朴实的模特来显示真正的平民。画家自己说，“我想传达的观点是，借着一个油灯的光线，吃馬鈴薯的人用他们同一双在土地上工作的手从盘子裡抓起馬鈴薯 － 他们诚实地自食其力”。

## 版本

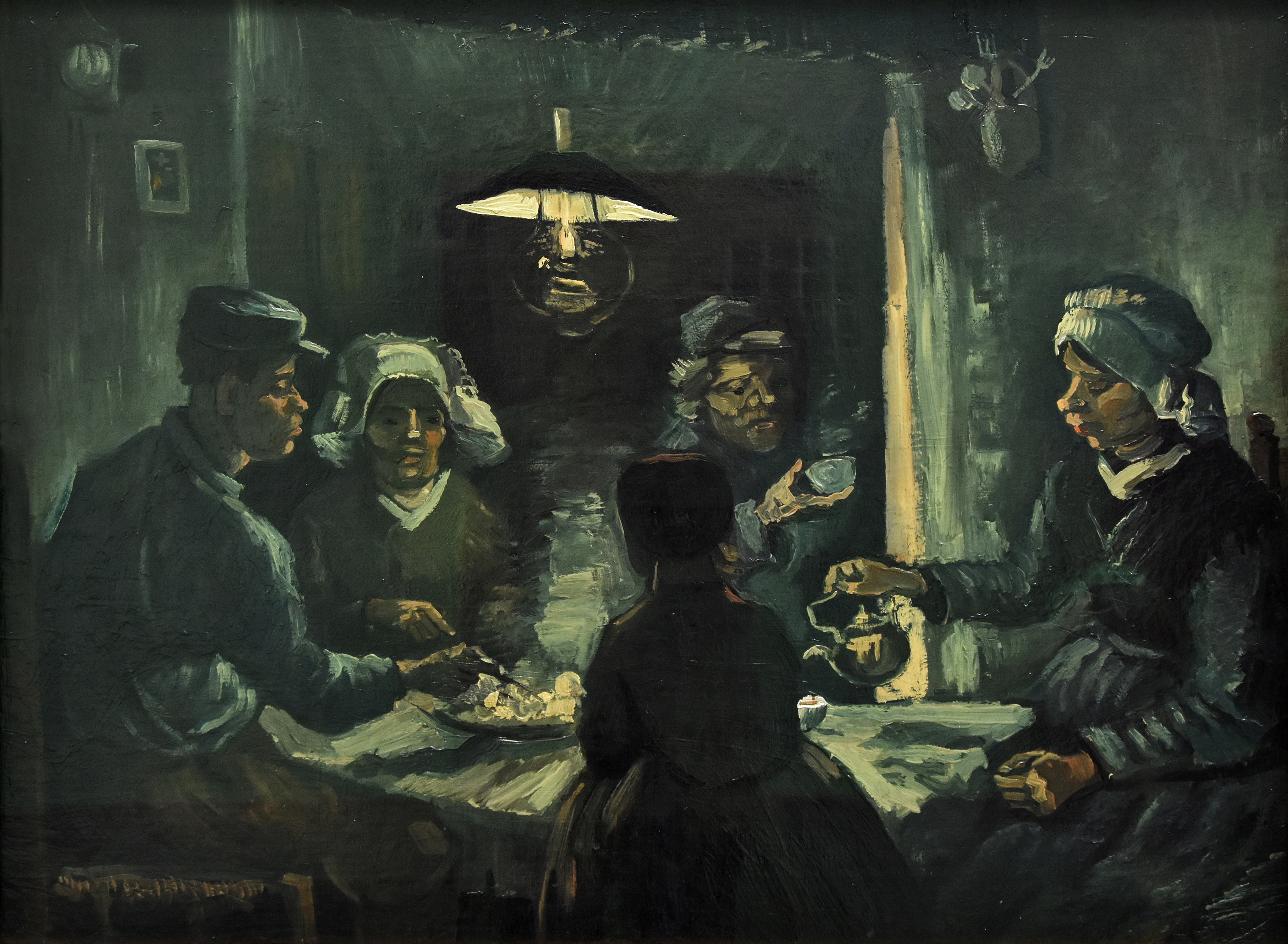
《吃馬鈴薯的人》第二版研究稿，1885年，現由克勒勒-米勒博物館收藏
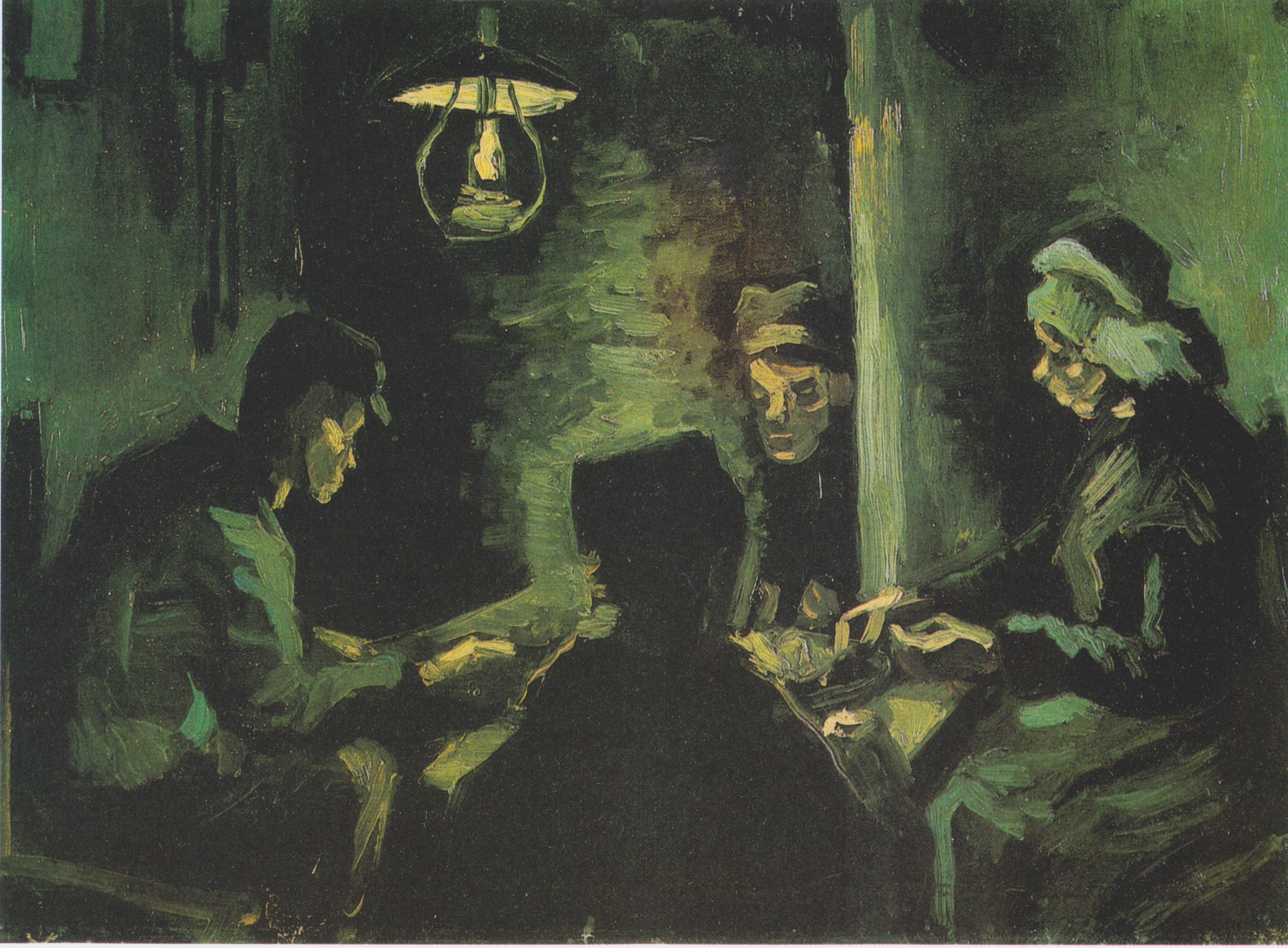
《吃馬鈴薯的人》研究稿，1885年，私人收藏 (F77r)
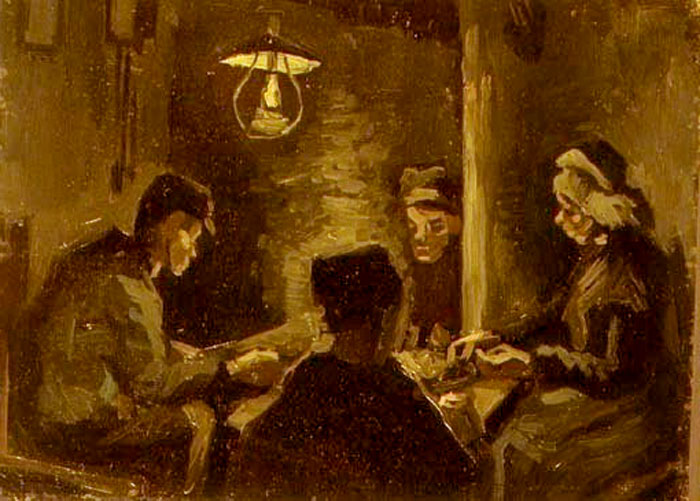
《吃馬鈴薯的人》研究草稿

## 石版畫

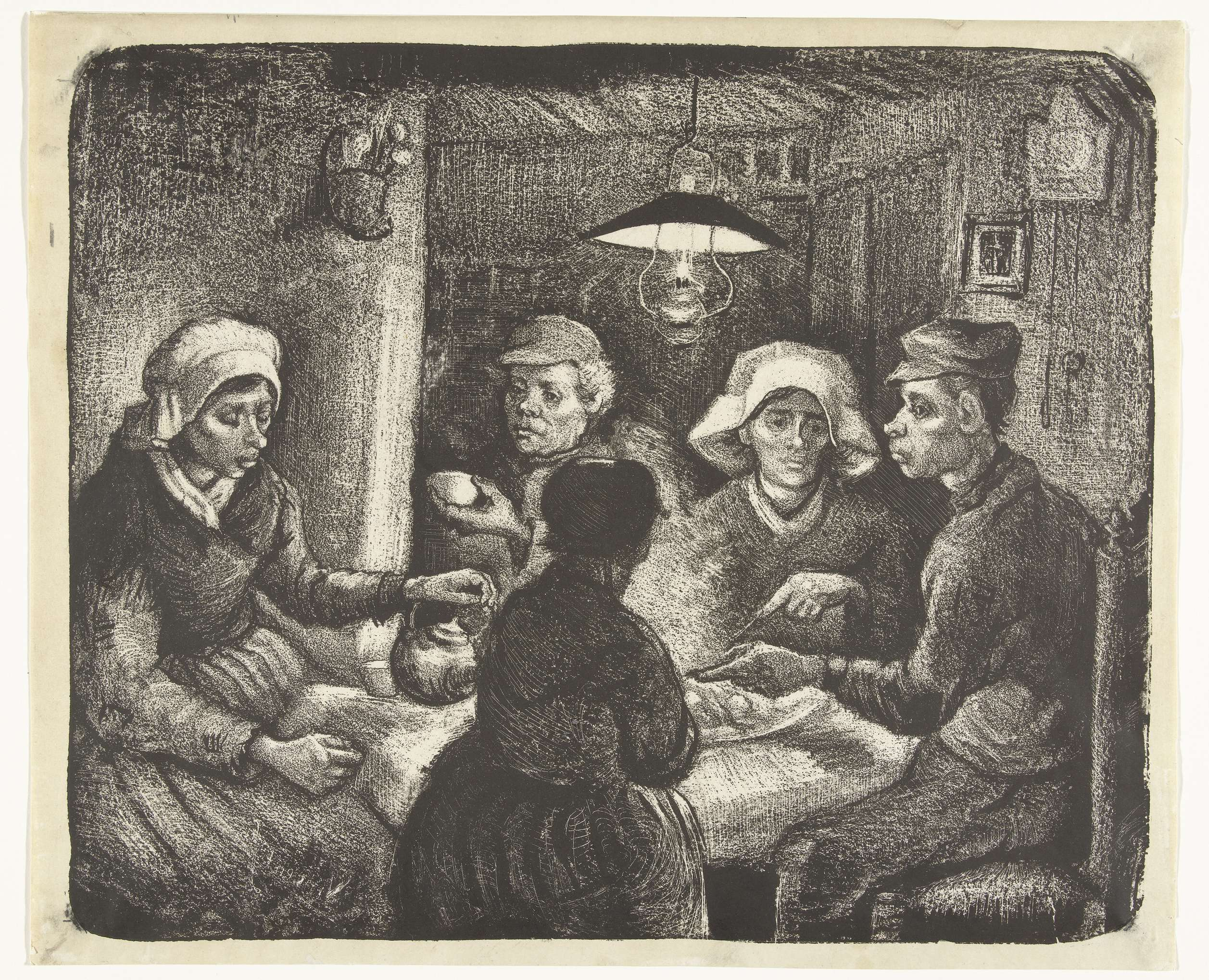
《吃馬鈴薯的人》石版畫（1885年4月），阿姆斯特丹國立博物館收藏。

梵谷在開始繪畫《吃馬鈴薯的人》之前曾特地創作了一幅石版畫。並將該作品寄給他的兄弟，同時在朋友的一封信中寫道，他在一天的時間裡憑記憶製作了這幅石版畫。
梵高於1882年在海牙首次嘗試平版印刷術。在1882年12月3日左右的一封信中，他說：
不過我認為，如果想像諸如印刷品“The Grace”（餐桌上的樵夫或農民的家庭）之類的東西，是其最終形式中一下子創作出來的，那將是一個很大的錯誤。 不，在大多數情況下，只有通過比那些輕描淡寫的插圖的人，還要更想像且更認真的研究，才能理解這種小東西的堅固性和精髓……

反正有些畫在巨大的畫框裡看起來很充實，後來則留下這種空虛和不滿足的感覺，讓人吃驚。 另一方面，人們有時會忽略許多樸實無華的木刻版畫或石版畫或蝕刻版畫，但隨著時間的推移，它會變得越來越依戀它，並感覺到其中的某些偉大之處。

## 盜竊事件
1988年12月，盜賊從庫勒-穆勒博物館 博物館偷走了早期版本的《吃馬鈴薯的人》、《織布者》和《乾向日葵》。1989年4月，盜賊歸還《織布者》企圖獲得 250 萬美元的贖金。然而警方於1989年7月14日成功逮捕了盜賊兩人，並找回了尚未歸還的《吃馬鈴薯的人》早期版本的《乾向日葵》。
1991年4月14日，梵谷博物館被盜賊偷竊了20幅主要畫作，其中包括《吃土豆的人》的最終版本。.然而，盜賊駕駛的汽車爆胎，使得盜賊被迫逃走留下了畫作。搶劫後三十五分鐘，20幅畫作全被找回。